# Tracking and Data Relay Satellite
Tracking and Data Relay Satellite (TDRS) er en kommunikationssatellit i et netværk af satellitter: Tracking and Data Relay Satellite Systeme (TDRSS).
Systemet blev etableret af NASA i 1980, for at afløse det tidligere system af jordstationer. TDRS er i synkronbanen 35.786 km over jordoverfladen.
Satellitsystemet er et datanetværk der benyttes til kommunikation med rumfærgerne, Den Internationale Rumstation, Hubble-rumteleskopet, spionsatelliter og mange flere.
Den første TDRS, TDRS-1, blev opsendt med STS-6 i 1983. TDRS-2 skulle også have været opsendt i 1983, men gik senere tabt da rumfærgen Challenger havarerede i 1986. TDRS-3 blev først opsendt i 1988 og den sidste af ti satellitter TDRS-10 blev opsendt i 2002. Yderligere to er planlagt til opsendelse i 2012 og 2013.
De første syv satellitter blev designet af TRW (Thompson Ramo Wooldridge Inc.), derefter blev der lavet nye forbedrede udgaver med bl.a. større båndbredde som blev leveret af Boeing Satellite Systems.
Satellitsystemet kontrolleres og vedligeholdes fra Goddard Space Flight Center i Maryland.

## Rumfærge og ISS Kommunikation
Til kommunikation med rumfærgerne, Den Internationale Rumstation (ISS) og astronauter på rumvandring kan TDRS-satellitterne overføre data i form af: Tekst, grafik, video og audio. Derudover sendes oplysninger om fartøjets tilstand, temperatur, konfiguration, frekvens, spænding, strømstyrke, tryk, hastighed, højde, gasser osv.
Oplysninger om fartøjet modtages af kontrolcenteret på Jorden (Houston), så de ved næsten alt om fartøjet. Kontrolcenteret kan også sende kommandoer til fartøjerne, så de nærmest fjernstyres, det er især anvendeligt på ubemandede fartøjer.
På rumfærgerne og ISS er der direkte kommunikation med kontrolcenter og besætning via tv, tale og email. Rumfærgerne er udstyret med printer, så besætningen kan modtage procedurer og manualer – der er også en enhed der kan modtage grafik. Systemet kan kryptere og dekryptere data der sendes og modtages. Kommunikation under rumvandring foregår på en meget høj frekvens (UHF), biologiske data fra astronauterne sendes også på denne frekvens.
Omfattende oplysninger om rumfærgens tilstand transmitteres til Houston. Der er mere end 2.000 sensorer og transducere; følere der opsamler signaler til overvågning af fartøjet. Også rumfærgens tanke og raketter overvåges. Temperaturen måles med infrarøde kameraer om bord. accelerometre sammen med det atmosfæriske massespektrometer-system beregner aerodynamiske forhold ved genindtræden i atmosfæren.

### Frekvensbånd
Netværket transmitterer information mellem fartøjer og jordstationer via radiobølger på forskellige frekvensbånd:
- S-bånd (militær: 1,75–2,4 GHz), FM (en:S band).
- S-bånd, PM.
- Ku-bånd (12 – 18 GHz), almindelig satellitfrekvens (en:Ku band).
- UHF til rumdragterne, mindre retningsbestemt.

## Opsendte TDRS satellitter
De første TDRS har en forventet levetid på 8 år, men har vist sig at kunne fungere længere.
| Navn   | Opsendelse dato  | Missions navne | Alternativt Navn                        |
| ------ | ---------------- | -------------- | --------------------------------------- |
| TDRS A | April 4, 1983    | STS-6          | TDRS-1, inaktiv 2009                    |
| TDRS B | January 28, 1986 | STS-51-L       | TDRS-2, gik tabt i Challenger-ulykken.  |
| TDRS C | Sept. 29, 1988   | STS-26         | TDRS-3                                  |
| TDRS D | March 13, 1989   | STS-29         | TDRS-4                                  |
| TDRS E | August 2, 1991   | STS-43         | TDRS-5                                  |
| TDRS F | January 13, 1993 | STS-54         | TDRS-6                                  |
| TDRS G | July 13, 1995    | STS-70         | TDRS-7, i stedet for den mistede TDRS B |
| TDRS H | June 30, 2000    | Atlas IIa      | TDRS-8 Første Boeing TDRS               |
| TDRS I | March 8, 2002    | Atlas IIa      | TDRS-9                                  |
| TDRS J | December 4, 2002 | Atlas IIa      | TDRS-10                                 |

### Kommende TDRS satellit opsendelser
De kommende TDRS har en forventet levetid på 11 år.
| Navn   | Opsendelse dato | Missions navne | Alternativt Navn |
| ------ | --------------- | -------------- | ---------------- |
| TDRS K | Planlagt 2012   | N/A            | TDRS-11          |
| TDRS L | Planlagt 2013   | N/A            | TDRS-12.         |

I forbindelse med Præsident Bushs ruminitiativ skal der anbringes TDRS i Månens Lagrange-punkter L2, L4 og L5.